# Аджитаровська сільська рада
Аджита́ровська сільська рада (рос. Аджитаровский сельский совет) — сільське поселення у складі Сафакулевського району Курганської області Росії.
Адміністративний центр та єдиний населений пункт — село Аджитарово.
Населення сільського поселення становить 164 особи (2017; 258 у 2010, 522 у 2002).